# Forra del Torrente Cellina
Forra del Torrente Cellina este o arie protejată (arie specială de conservare — SAC, sit de importanță comunitară — SCI) din Italia întinsă pe o suprafață de 289 ha, integral pe uscat.

## Localizare
Centrul sitului Forra del Torrente Cellina este situat la coordonatele 46°11′02″N 12°36′27″E / 46.1839°N 12.6075°E.

## Înființare
Situl Forra del Torrente Cellina a fost declarat sit de importanță comunitară în septembrie 1995 pentru a proteja 2 specii de plante și 19 specii de animale. Situl a fost protejat și ca arie specială de conservare în octombrie 2013.

## Biodiversitate
Situată în ecoregiunea alpină, aria protejată conține 8 habitate naturale: Râuri de munte și vegetația lor lemnoasă cu Salix elaeagnos, Păduri ilirice de stejar și carpen (Erythronio-Carpinion), Peșteri inaccesibile publicului, Pante stâncoase calcaroase cu vegetație casmofită, Izvoare petrifiante cu formare de travertin (Cratoneurion), Păduri pe pante, grohotișuri și ravene de Tilio-Acerion, Păduri aluvionare cu Alnus glutinosa și Fraxinus excelsior (Alno-Padion, Alnion incanae, Salicion albae), Păduri ilirice de Fagus sylvatica (Aremonio-Fagion).
La baza desemnării sitului se află mai multe specii protejate:
- plante (2): clopțelul cu frunze de crin (Adenophora lilifolia), Paeonia officinalis subsp. banatica
- păsări (12): minunița (Aegolius funereus), pescăruș albastru (Alcedo atthis), acvilă de munte (Aquila chrysaetos), cocoșul de mesteacăn (Bonasa bonasia), buha (Bubo bubo), șerpar (Circaetus gallicus), ciocănitoare neagră (Dryocopus martius), șoim călător (Falco peregrinus), Lyrurus tetrix tetrix, gaia neagră (Milvus migrans), viespar (Pernis apivorus), ciocănitoare verzuie (Picus canus)
- mamifere (3): liliac cu aripi lungi (Miniopterus schreibersii), liliacul mare cu potcoavă (Rhinolophus ferrumequinum), liliacul mic cu potcoavă (Rhinolophus hipposideros)
- nevertebrate (2): Austropotamobius pallipes, Vertigo angustior
- pești (2): Barbus plebejus, zglăvoacă (Cottus gobio)

Pe lângă speciile protejate, pe teritoriul sitului au mai fost identificate 5 specii de plante, 3 specii de amfibieni, 3 specii de mamifere, 4 specii de nevertebrate, 3 specii de pești, 9 specii de reptile.